# Coproporphyrinogen-Oxidase
Coproporphyrinogen-Oxidase (CPOX) ist das Enzym, das die Oxidation von Coproporphyrinogen III zu Protoporphyrinogen IX katalysiert, eine Teilreaktion bei der Biosynthese der Porphyrine, die in allen Lebewesen stattfindet. In Eukaryoten wird vorher das Substrat aus dem Zytosol in den Raum zwischen der inneren und äußeren Membran der Mitochondrien transportiert, der beteiligte Transporter ist noch unbekannt. Beim Menschen können Mutationen am CPOX-Gen zu CPOX-Mangel und damit zu hereditärer Koproporphyrie führen.

## Katalysierte Reaktion
+ O2 + 2 H+ ⇒

⇒  + 2 CO2 + 2 H2O
Coproporphyrinogen III wird zu Protoporphyrinogen IX oxidiert, mit gleichzeitiger Kohlenstoffdioxid-Abspaltung. Es finden hintereinander zwei oxidative Decarboxylierungen statt. Das Enzym benötigt beim Menschen keine Metallionen als Cofaktor.